# هنري كارلسن
هنري كارلسن (بالنرويجية البوكمول: Henry Nikolai Karlsen)‏ هو فلاح وسياسي نرويجي، ولد في 15 أبريل 1912 في النرويج، وتوفي في 11 أكتوبر 1975 في النرويج. حزبياً، نشط في حزب العمال. وقد انتخب county mayor of Finnmark ‏ (1964 – 1975) وانتخب عضو برلمان النرويج ‏.